# Sailing Valley

Logo de la Sailing Valley.

La Sailing Valley est un espace situé au sud de la Bretagne et concentrant des activités liées au nautisme. Structurée autour d'infrastructures comme les ports de Port-la-Forêt à La Forêt-Fouesnant ou le Pôle course au large de Lorient, l'ensemble s'étend de Brest au nord, à Vannes au sud.

## Historique
Elle émerge à partir de la fin des années 1990 autour de Lorient, profitant de la reconversion du site de l'ancienne base sous-marine de Keroman fermée en 1997. Plusieurs skippers s'y installent, comme Alain Gautier ou Franck Cammas. La qualité du site, et la présence d'entreprises spécialisées, attire d'autres équipes de voiles. La ville y développe un Pôle course au large où ouvre notamment une Cité de la voile Éric Tabarly en 2008. Dans le même temps, les anciens bunkers sont réaménagés grâce à un financement de fonds structurels européens pour permettre l'implantation d'entreprises liées au nautisme.
Le pôle se démarque par son impact dans la course au large : sur le Vendée Globe 2024-2025, les trois quarts de la flotte au départ de la course sont amarrés sur les ports de Lorient, Concarneau, Port-la-Forêt et Saint-Malo. Cette concentration s'appuie sur la présence des entreprises CDK Technologies et Multiplast, tous deux spécialistes mondiaux de la construction de voiliers.

## Données économiques
En 2015, l'ensemble compte environ 90 % des activités liées au nautisme en France, concentrée dans 110 entreprises, et comptant 1 500 emplois, pour un chiffre d'affaires de 215 millions d'euros. En 2020, un nouveau chiffrage estime l'étendue de la Sailing Valley à 210 entreprises et 2 335 salariés pour un chiffre d'affaires de 348 millions d'euros.
Les entreprises centrées sur l'usage de matériaux composites comptent des liens avec d'autres industries comme l'automobile ou l'énergie hydrolienne. Dans le domaine de la recherche, des liens avec les laboratoires de recherches de l'université de Bretagne-sud à Lorient et de l'université de Bretagne occidentale à Brest existent aussi.